# Dźalganw (dystrykt)
Dźalganw (dystrykt) (marathi जळगाव जिल्हा, ang. Jalgaon district) – jest jednym z trzydziestu pięciu dystryktów indyjskiego stanu Maharasztra, o powierzchni 11 765 km².

## Położenie
Położony jest w północnej części tego stanu. Na zachodzie graniczy z dystryktami : Dhule i Nashik, a na  północy ze stanem Madhya Pradesh. Od wschodu sąsiaduje z dystryktem Buldana, a na południu z dystryktem Aurangabad.  
Stolicą dystryktu jest miasto Dźalganw.

## Rzeki
Rzeki przepływające przez obszar dystryktu :
- Aner
- Girja
- Girna
- Panjhara
- Purna
- Tapi
- Tittur
- Waghur